# Бхансали, Санджай Лила
Санджа́й Ли́ла Бханса́ли (англ. Sanjay Leela Bhansali, хинди संजय लीला भंसाली, род. 24 февраля 1963 года, Бомбей, Индия) — известный индийский режиссёр, продюсер, сценарист и композитор. Выпускник института кинематографии и телевидения Индии, ученик известного на весь мир кинорежиссёра, актёра и критика Раджа Капура. Бхансали принял второе имя «Лила», как дань уважения своей матери Лиле Бхансали. В 2015 году был награждён четвёртой по высоте гражданской наградой Индии — Падма Шри.

## Биография
Бхансали начал свою карьеру помощником режиссёра и продюсера Видху Винода Чопры и участвовал в процессе создания фильмов «Птицы», 1942: A Love Story и Kareeb. Тем не менее, оба провалились, когда Бхансали отказался от работы над Kareeb и вместо этого сделал свой режиссёрский дебют в картине «Мир музыки», коммерчески неудачное, но признанное критиками повествовании о девочке, с трудом пытающейся общаться со своими глухими родителями.
В 1999 году Бхансали основал кинокомпанию SLB Films, базирующуюся в Мумбаи.
Его следующим фильмом была история о любовном треугольнике «Навеки твоя». Эта картина стала визитной карточкой индивидуальной манеры Бхансали в демонстрации великолепия и создания ауры празднества и торжества. Фильм имел большой успех и завоевал множество наград. Следующий фильм «Девдас» стал одой Бхансали на хорошо известный одноимённый роман. В 2002 году «Девдас» стал самым кассовым фильмом в Индии. Картина также завоевала все главные награды Болливуда и была официальной заявкой Индии на Оскар. На премьере в Каннах музыкальное сопровождение фильма получило значимый приём.
Затем последовал фильм «Последняя надежда», который Time выбрал пятым из десяти лучших фильмов 2005 года со всего мира. «Последняя надежда» установил рекорд на церемонии награждения Filmfare Awards в 2006 году, завоевав 11 наград.
После череды успехов Бхансали пережил свой первый крупный провал с фильмом «Возлюбленная», который был встречен острой критикой и одновременно малыми кассовыми сборами.
Его следующей работой должен был стать Chenab Gandhi, снятый режиссёром Вибху Пури по сценарию Бхавани Айер, которая также написала сценарий для «Последней надежды». Трёх главных персонажей должны были сыграть Амитабх Баччан, Харман Бхаведжа и Видья Балан. Сюжет фильма был связан с индийским борцом за свободу Абдул Гаффар-хан, также известным как Frontier Gandhi. Однако проект так и не был реализован.
В своём следующем фильме «Мольба» (Guzarish) с Ритиком Рошаном и Айшварией Рай в главных ролях, вышедшем в прокат в 2010 году, Бхансали выступил режиссёром, сценаристом и автором некоторых музыкальных композиций.

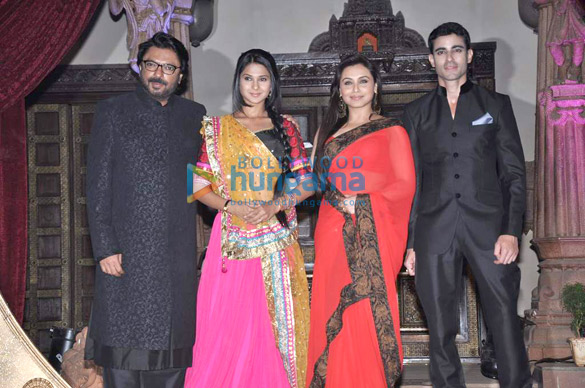
С. Л. Бхансали, Д. Уинджет, Рани Мукерджи и Гаутам Роуд рекламируют сериал «Сверкающая луна» (2013)

В мае 2012 года SLB Films начало снимать сериал «Сверкающая луна» с Гаутамом Роудом и Дженнифер Уинджет в главных ролях, где Бхансали выступил в качестве продюсера. Однако из-за проблем, возникших у компании, с августа 2013 производством сериала занялась Sphere Origins.
Следующая режиссёрская работа Бхансали, озаглавленная как «Рам и Лила», с Дипикой Падуконе и Ранвиром Сингхом в главных ролях основана на классической шекспировской пьесе «Ромео и Джульетта». Фильм вышел на экраны 29 ноября 2013 года.
После его успеха режиссёр позвал пару Сингх-Падуконе, а также Приянку Чопра для участия в эпической исторической мелодраме «Баджирао и Мастани». Фильм был основан на новелле «Raau» писателя-романиста Нагната С. Инамбара и рассказывал историю правителя маратхов Баджи-рао I и его отношений с мусульманкой Мастани. На тот момент фильм был одним из самых дорогих и самых кассовых в Индии Картина получила множество наград, включая Национальную кинопремию за лучшую режиссуру.
В начале 2018 года состоялась премьера следующего фильма Бхансали «Падмават», про индийскую королеву Рани Падмавати. Картина наделала вокруг себя много шума в связи с восстанием раджпутов против экранизации. Также с предостережениями выступил представитель правящей Бхаратия джаната парти Сурадж Пал Аму, пообещав выплатить вознаграждение за головы Дипики Падуконе и Бхансали в размере 100 миллионов рупий (около полутора миллионов долларов), а также — переломать ноги сыгравшему в картине актеру Ранвиру Сингху.

## Фильмография
| Год  | Русское название                | Оригинальное название           | Режиссёр | Продюсер | Сценарист | Композитор | Монтажер |
| ---- | ------------------------------- | ------------------------------- | -------- | -------- | --------- | ---------- | -------- |
| 1989 | Птицы                           | Parinda                         |          |          |           |            | Да       |
| 1993 | Сага о любви                    | 1942: A Love Story              |          |          |           |            | Да       |
| 1998 | Рядом с тобой                   | Kareeb                          |          |          |           |            | Да       |
| 1996 | Мир музыки                      | Khamoshi: The Musical           | Да       |          | Да        |            |          |
| 1999 | Навеки твоя                     | Hum Dil De Chuke Sanam          | Да       | Да       | Да        |            |          |
| 2002 | Девдас                          | Devdas                          | Да       |          |           |            |          |
| 2005 | Последняя надежда               | Black                           | Да       | Да       |           |            |          |
| 2007 | Возлюбленная                    | Saawariya                       | Да       | Да       |           |            |          |
| 2010 | Мольба                          | Guzaarish                       | Да       | Да       | Да        | Да         |          |
| 2011 | Мой друг Пинто                  | My Friend Pinto                 |          | Да       |           |            |          |
| 2012 | Хулиган Ратор                   | Rowdy Rathore                   |          | Да       |           |            |          |
| 2012 | Ширин и Фархад – баловни судьбы | Shirin Farhad Ki Toh Nikal Padi |          | Да       | Да        |            |          |
| 2013 | Рам и Лила                      | Goliyon Ki Raasleela Ram-Leela  | Да       | Да       | Да        | Да         |          |
| 2014 | Мэри Ком                        | Mary Kom                        |          | Да       |           |            |          |
| 2015 | Месть вне закона                | Gabbar is Back                  |          | Да       |           |            |          |
| 2015 | Баджирао и Мастани              | Bajirao Mastani                 | Да       | Да       | Да        | Да         |          |
| 2018 | Падмавати                       | Padmavaat                       | Да       | Да       | Да        | Да         |          |
| 2022 | Гангубай Катавади               | Gangubai Kathiawadi             | Да       | Да       | Да        | Да         | Да       |

## Награды
- 2015 — Падма Шри[14][15]

Национальная кинопремия Индии
- 2003 — Лучший развлекательный фильм — «Девдас»[16]
- 2006 — Лучший фильм на хинди — «Последняя надежда»[17]
- 2015 — Лучший развлекательный фильм — «Мэри Ком»[18]
- 2016 — Лучшая режиссура — «Баджирао и Мастани»[12]

Filmfare Awards
- 1997 — Лучший фильм по мнению критиков — «Мир музыки»[19]
- 2000 — Лучший режиссёр — «Навеки твоя»[20]
- 2000 — Лучший фильм — «Навеки твоя»[20]
- 2003 — Лучший режиссёр — «Девдас»[21]
- 2003 — Лучший фильм — «Девдас»[21]
- 2006 — Лучший режиссёр — «Последняя надежда»[22]
- 2006 — Лучший фильм — «Последняя надежда»[22]
- 2006 — Лучший фильм по мнению критиков — «Последняя надежда»
- 2016 — Лучший режиссёр — «Баджирао и Мастани»[23]
- 2016 — Лучший режиссёр — «Баджирао и Мастани»[23]

Screen Awards
- 2000 — Лучший режиссёр — «Навеки твоя»
- 2003 — Лучший режиссёр — «Девдас»[24]
- 2006 — Лучший режиссёр — «Последняя надежда»[25]

IIFA Awards
- 2000 — Лучший режиссёр — «Навеки твоя»[26]
- 2000 — Лучший сценарий — «Навеки твоя»[26]
- 2000 — Лучший сюжет — «Навеки твоя» (совместно с Пратапом Карват)[26]
- 2003 — Лучший режиссёр — «Девдас»[27]
- 2006 — Лучший режиссёр — «Последняя надежда»[28]

Zee Cine Awards
- 2000 — Лучший режиссёр — «Навеки твоя»[29]
- 2000 — Лучший сюжет — «Навеки твоя» (совместно с Пратапом Карват)[29]
- 2003 — Лучший режиссёр — «Девдас»[30]
- 2006 — Лучший режиссёр — «Последняя надежда»[31]

Bollywood Movie Awards
- 2003 — Лучший режиссёр — «Девдас»[32]
- 2006 — Лучший сюжет — «Девдас» (совместно с Пракашем Кападия)[32]
- 2006 — Лучший режиссёр — «Последняя надежда»[32]

Stardust Awards
- 2006 — Лучший режиссёр — «Последняя надежда»